# Culex quinquefasciatus
Culex quinquefasciatus — вид комарів. Поширений у тропічних та субтропічних регіонах. Переносник збудників небезпечних захворювань таких як нитчатка Банкрофта, пташина малярія та арбовірусів, включаючи вірус енцефаліту Сент-Луїс, вірус західного кінського кліщового енцефаліту, вірус Зіка і вірус Західного Нілу.

## Поширення
Вважається, що вид походить з Індійського субконтиненту, але разом з людиною поширився на всі континенти. Комар поширений приблизно між 36° пн.ш. та 36° пд.ш. Трапляється в Центральній та Південній Америці, на півдні США, в Африці, на Близькому Сході, в Південній Азії, Австралії та Океанії.

## Опис
Комар завдовжки близько 4 мм. Забарвлення тіла коричневе, голова світліша, на череві є поперечні жовті смуги на базальній частині кожного тергіта. Антени і хоботок приблизно однакової довжини. Самці мають тонше черево та перистіші вусики.

## Спосіб життя
Зрілі самиці C. quinquefasciatus літають вночі навколо водойм з стоячою водою, що багаті поживними речовинами, де відкладають яйця. Личинки живляться органічними рештками. При 30 °C личинки розвиваються за 5-8 днів. Вони проходять через чотири личинкові стадії і до кінця четвертого віку, перестають їсти і заляльковуються. Через 36 годин при температурі 27 °С з лялечок виходять імаго. І самці, і самиці живляться нектаром і рослинними соками. Але після спаровування самиця мусить випити кров ссавців або птахів. Поглинена кров необхідна для розвитку яєць. Самиця відкладає до п'яти кладок впродовж життя, причому у кожній кладці є до тисячі яєць.